# بايند
بايند (بالإنجليزية: BIND (/[invalid input: 'icon']ˈbaɪnd/)، أو named (/ˈneɪmdiː/))‏، هو برنامج نظام أسماء النطاقات ويستخدم على نطاق واسع في الإنترنت.
على أنظمة التشغيل الشبيه بيونكس. وهو برنامج حر ومفتوح المصدر. في البداية كتبه أربعة من طلاب الدراسات العليا في مجموعة أبحاث أنظمة الحاسوب في جامعة كاليفورنيا، بركلي (UCB). والاسم هو الأحرف الأولى من جملة Berkeley Internet Name Domain, مما يعكس استخدام للتطبيق داخل UCB. أول إصدار كان مع توزيعة برمجيات بيركلي 4.3BSD. بدأ Paul Vixie بالعمل على تطويره في عام 1988 حينما كان يعمل في شركة ديجيتال إكوبمينت. وفي 2012 قام اتحاد أنظمة الإنترنت بمتابعة تطويره وتحديثه وكتابة الإصدار الجديد.

## روابط خارجية
- بایند على موقع Open Hub (الإنجليزية)
- بایند على موقع Free Software Directory (الإنجليزية)
- CircleID Interview with Cricket Liu, author of 'DNS and BIND'
- A Brief History of BIND by ISC
- LWRES، a BIND 9 lightweight resolver library
- DNS BIND Editor  A GUI editor for ISC BIND